# Dyskografia Sarsy
Dyskografia polskiej piosenkarki popowej Sarsy składa się z 5 albumów studyjnych, 2 minialbumów oraz 35 singli.
Piosenkarka zadebiutowała albumem Zapomnij mi z 2015. Dostał się on na 2. pozycję oficjalnej listy sprzedaży i zyskał status platynowej płyty. Od tego czasu wydała jeszcze 4 albumy studyjne: Pióropusze (2017), Zakryj (2019),  Runostany (2022) oraz *jestem marta (2023).

## Albumy studyjne
| Rok  | Dane dot. albumu | Najwyższe pozycje na liście | Najwyższe pozycje na liście | Certyfikat             | Sprzedaż       |
| Rok  | Dane dot. albumu | POL                         | OLiS fiz.                   | Certyfikat             | Sprzedaż       |
| ---- | --- | --------------------------- | --------------------------- | ---------------------- | -------------- |
| 2015 | Zapomnij mi - Wydany: 28 sierpnia 2015 - Wytwórnia: Universal Music Polska - Format: CD, digital download, winyl, streaming | 2                           | —                           | - POL: platynowa płyta | - POL: 30 000+ |
| 2017 | Pióropusze - Wydany: 26 maja 2017 - Wytwórnia: Universal Music Polska - Format: CD, digital download, streaming             | 19                          | —                           | - POL: złota płyta     | - POL: 15 000+ |
| 2019 | Zakryj - Wydany: 24 maja 2019 - Wytwórnia: Universal Music Polska - Format: CD, digital download, streaming                 | 4                           | —                           | - POL: złota płyta     | - POL: 15 000+ |
| 2022 | Runostany - Wydany: 25 lutego 2022 - Wytwórnia: Universal Music Polska - Format: CD, digital download, streaming            | 14                          | —                           |                        |                |
| 2023 | *jestem marta - Wydany: 6 października 2023 - Wytwórnia: Kayax - Format: CD, digital download, streaming                    | 20                          | 7                           |                        |                |

### Minialbumy
| Rok  | Dane dot. albumu |
| ---- | --- |
| 2022 | Najlepsze utwory na trasę - Wydany: 3 sierpnia 2022 - Wytwórnia: Universal Music Polska - Format: digital download, streaming |
| 2022 | Prolog 5 minut - Wydany: 27 grudnia 2022 - Wytwórnia: Universal Music Polska - Format: digital download, streaming            |

## Single

### Jako główna artystka
| Rok | Tytuł | Najwyższe pozycje na listach | Najwyższe pozycje na listach | Najwyższe pozycje na listach | Certyfikat                | Sprzedaż        | Album         |
| Rok | Tytuł | POL (airplay)                | POL (airplay nowości)        | POL (airplay TV)             | Certyfikat                | Sprzedaż        | Album         |
| --- | --- | ---------------------------- | ---------------------------- | ---------------------------- | ------------------------- | --------------- | ------------- |
| 2015 | „Naucz mnie” | 1                            | 1                            | 1                            | - POL: diamentowa płyta   | - POL: 100 000+ | Zapomnij mi   |
| 2015 | „Indiana” | 12                           | 1                            | –                            | - POL: platynowa płyta    | - POL: 20 000+  | Zapomnij mi   |
| 2015 | „Zapomnij mi” | 6                            | 1                            | –                            | - POL: platynowa płyta    | - POL: 20 000+  | Zapomnij mi   |
| 2016 | „Feel No Fear” | –                            | –                            | –                            |                           |                 | Zapomnij mi   |
| 2016 | „Dzielę” (wersja akustyczna)                                                                                               | –                            | –                            | –                            |                           |                 | –             |
| 2017 | „Bronię się” | 26                           | 3                            | –                            | - POL: platynowa płyta    | - POL: 20 000+  | Pióropusze    |
| 2017 | „Volta” | 17                           | 2                            | –                            | - POL: złota płyta        | - POL: 10 000+  | Pióropusze    |
| 2017 | „Motyle i ćmy” | 18                           | 2                            | –                            | - POL: 2× platynowa płyta | - POL: 40 000+  | Pióropusze    |
| 2018 | „Pióropusze” | –                            | –                            | –                            |                           |                 | Pióropusze    |
| 2018 | „Zakryj” | 1                            | 1                            | 5                            | - POL: 3× platynowa płyta | - POL: 60 000+  | Zakryj        |
| 2019 | „Carmen” | 13                           | 1                            | –                            | - POL: platynowa płyta    | - POL: 20 000+  | Zakryj        |
| 2019 | „Sentymenty” | –                            | –                            | –                            |                           |                 | –             |
| 2019 | „Tęskno mi” | 9                            | 2                            | –                            | - POL: 2× platynowa płyta | - POL: 40 000+  | Zakryj        |
| 2019 | „Nienaiwne” | –                            | –                            | –                            |                           |                 | Zakryj        |
| 2020 | „Brasswood” (oraz L.U.C., Igo i Rebel Babel Ensemble, gościnnie: Przemek Dyakowski, Irek Wojtczak i Wojciech Staroniewicz) | –                            | –                            | –                            |                           |                 | –             |
| 2021 | „Pod śniegiem” (oraz Pawbeats)                                                                                             | –                            | –                            | –                            |                           |                 | Nocna         |
| 2021 | „Przyspieszam” | –                            | –                            | –                            |                           |                 | Runostany     |
| 2021 | „Ze mną tańcz” | –                            | –                            | –                            |                           |                 | Runostany     |
| 2021 | „La la las” | –                            | –                            | –                            |                           |                 | Runostany     |
| 2022 | „Mówiła niszcz” | –                            | –                            | –                            |                           |                 | Runostany     |
| 2022 | „Wieża” | –                            | –                            | –                            |                           |                 | Runostany     |
| 2022 | „Kochanie” | –                            | –                            | –                            |                           |                 | Runostany     |
| 2022 | „Na trasie” | –                            | –                            | –                            |                           |                 | –             |
| 2023 | „Balet” (gościnnie: Zdechły Osa)                                                                                           | –                            | X                            | X                            |                           |                 | *jestem marta |
| 2023 | „Ciasto” | –                            | X                            | X                            |                           |                 | *jestem marta |
| 2023 | „Księżyc” | –                            | X                            | X                            |                           |                 | *jestem marta |
| 2023 | „Zuch dziewczyna” | –                            | X                            | X                            |                           |                 | *jestem marta |
| 2023 | „JPRDL” (gościnnie: Piotr Rogucki)                                                                                         | –                            | X                            | X                            |                           |                 | *jestem marta |
| 2024 | „Po kościach” (gościnnie: Dawid Tyszkowski)                                                                                | –                            | X                            | X                            |                           |                 | –             |
| 2024 | „Jak w filmie” | 11                           | X                            | X                            |                           |                 | –             |
| 2024 | „Hapi” (gościnnie: Kathia)                                                                                                 | –                            | X                            | X                            |                           |                 | –             |
| 2024 | „Puch” | 15                           | X                            | X                            |                           |                 | –             |
| 2025 | "Awantury" | –                            | X                            | X                            |                           |                 | –             |
| 2025 | "Moje usta" | –                            | X                            | X                            |                           |                 | –             |
| „–” oznacza, że singel nie był notowany na danej liście. „X” oznacza, że lista nie istniała w danym okresie. | |                              |                              |                              |                           |                 |               |

### Jako artystka gościnna
| Rok  | Tytuł                                                           | Album         |
| ---- | --------------------------------------------------------------- | ------------- |
| 2014 | „W serca bicie” (The Ostprausters, gościnnie: Sarsa Markiewicz) | –             |
| 2021 | „Tango” (Swiernalis, gościnnie: Sarsa)                          | –             |
| 2024 | „Zabij ze mną czas” (Ania Leon i Kopera, gościnnie: Sarsa)      | Czas się bać! |

### Single promocyjne
| Rok  | Tytuł                        | Album     |
| ---- | ---------------------------- | --------- |
| 2021 | „Ze mną tańcz (Ekstrastany)” | Runostany |
| 2022 | „Na szczęście”               | Runostany |

## Utwory z gościnnym udziałem
| Rok  | Tytuł | Album                |
| ---- | --- | -------------------- |
| 2014 | „Ktoś między nami” (Krzysztof Kiljański, gościnnie: Sarsa Markiewicz) | Duety                |
| 2014 | „Anioł pasterzom mówił” (oraz Paulina Kaczor, Gabrysia Marat) | Siemacha po kolędzie |
| 2014 | „Pójdźmy wszyscy do stajenki” (oraz Rafał Brzozowski, Marcin Kindla, Margaret, Natali, Honorata Skarbek, Jakub Szwast, Pamela Stone, Marcin Spenner, Adi Kowalski, Maria Niklińska, Kasia Popowska, Kasia Ignatowicz) | Siemacha po kolędzie |
| 2015 | „Last Christmas” (oraz Siemacha) | Gwiazdy po kolędzie  |
| 2015 | „Gdy się Chrystus rodzi” (oraz Margaret, Pamela Stone, Kasia Popowska, Rafał Brzozowski, Antek Smykiewicz, Siemacha)                                                                                                  | Gwiazdy po kolędzie  |
| 2016 | „Od połowy” (Ukeje, gościnnie: Sarsa) | ỤZỌ                  |
| 2016 | „Trigger” (VNM, gościnnie: Sarsa) | Halflajf             |
| 2018 | „Najlepsze przede mną” (L.U.C., gościnnie: Sarsa, Gutek i DJ Feel-X) | Good L.U.C.K.        |
| 2018 | „Brzmienie” (KęKę, gościnnie: Sarsa) | To tu                |
| 2019 | „Zachód” (Meek, Oh Why?, gościnnie: Sarsa, Hyper Son) | Zachód               |

## Utwory dla innych artystów
| Rok  | Wykonawca                                  | Album                                  | Utwór                         | Uwagi | Źr.    |
| ---- | ------------------------------------------ | -------------------------------------- | ----------------------------- | --- | ------ |
| 2015 | Ewa Farna                                  | Inna                                   | - „Tu”                        | muzyka (z Ewą Farną, Thomasem Karlssonem i Marcinem Kindlą), słowa (z Ewą Farną)                               | [ 57 ] |
| 2015 | Ewa Farna                                  | Inna                                   | - „Niekoniecznie”             | muzyka (z Ewą Farną, Thomasem Karlssonem i Marcinem Kindlą), słowa (z Ewą Farną)                               | [ 57 ] |
| 2015 | Ewa Farna                                  | Inna                                   | - „Na ostrzu”                 | muzyka (z Ewą Farną, Thomasem Karlssonem i Marcinem Kindlą), słowa (z Ewą Farną)                               | [ 57 ] |
| 2016 | Antek Smykiewicz                           | Nasz film                              | - „Obok Ciebie”               | muzyka i słowa (z Antkiem Smykiewiczem, Ewą Farną, Marcinem Kindlą, Przemysławem Pukiem i Thomasem Karlssonem) | [ 58 ] |
| 2016 | Antek Smykiewicz                           | Nasz film                              | - „Limit szans”               | muzyka (z Przemysławem Pukiem), słowa (z Antkiem Smykiewiczem)                                                 | [ 58 ] |
| 2016 | Monika Lewczuk                             | #1                                     | - „Biegnę”                    | słowa (z Moniką Lewczuk)                                                                                       | [ 59 ] |
| 2016 | Monika Lewczuk                             | #1                                     | - „Ty i Ja”                   | słowa (z Moniką Lewczuk)                                                                                       | [ 59 ] |
| 2016 | Monika Lewczuk                             | #1                                     | - „Nie zostawię nic”          | słowa | [ 59 ] |
| 2016 | Monika Lewczuk                             | #1                                     | - „Ten sam”                   | słowa (z Moniką Lewczuk)                                                                                       | [ 59 ] |
| 2016 | Monika Lewczuk                             | #1                                     | - „#Tam tam”                  | słowa (z Moniką Lewczuk)                                                                                       | [ 59 ] |
| 2016 | Monika Lewczuk                             | #1                                     | - „Między jawą a snem”        | słowa (z Moniką Lewczuk i Dominiką Barabas)                                                                    | [ 59 ] |
| 2016 | Monika Lewczuk                             | #1                                     | - „Pięknie jest”              | słowa (z Moniką Lewczuk)                                                                                       | [ 59 ] |
| 2016 | Ukeje                                      | ỤZỌ                                    | - „Drzewo”                    | słowa (z Damianem Ukeje)                                                                                       | [ 60 ] |
| 2016 | Ukeje                                      | ỤZỌ                                    | - „Niedźwiedź”                | słowa | [ 60 ] |
| 2016 | Ukeje                                      | ỤZỌ                                    | - „Od połowy”                 | słowa; również śpiew                                                                                           | [ 60 ] |
| 2016 | Patryk Kumór                               | 11                                     | - „Wiem Jedno”                | słowa i muzyka (z Patrykiem Kumorem i Michałem Pietrzakiem)                                                    | [ 61 ] |
| 2018 | Honorata Skarbek                           | Sunset                                 | - „Paranoje”                  | słowa i muzyka (z Honoratą Skarbek)                                                                            | [ 62 ] |
| 2018 | Kowalski                                   | —                                      | - „Ostatnio”                  | muzyka (z Pawłem Smakulskim) i słowa                                                                           | [ 63 ] |
| 2018 | Kazadi                                     | —                                      | - „Tak niewiele”              | słowa (z Patricią Kazadi)                                                                                      | [ 64 ] |
| 2018 | Blue Café                                  | Double Soul                            | - „Zatrzymaj”                 | słowa | [ 65 ] |
| 2018 | Blue Café                                  | Double Soul                            | - „Niebo”                     | słowa (z Dominiką Gawędą)                                                                                      | [ 65 ] |
| 2020 | Natalia Zastępa, Marcin Sójka              | Jak zostać gwiazdą (ścieżka dźwiękowa) | - „Ślady. Jak Zostać Gwiazdą” | słowa | [ 66 ] |
| 2020 | Ewa Farna, Karlovarský symfonický orchestr | Live at O2 Universum                   | - „Na ostří nože”             | muzyka (z Ewą Farną, Thomasem Karlssonem i Marcinem Kindlą)                                                    | [ 67 ] |

## Teledyski
| Rok                  | Tytuł                             | Reżyseria                                               |
| Jako główna artystka | Jako główna artystka              | Jako główna artystka                                    |
| -------------------- | --------------------------------- | ------------------------------------------------------- |
| 2013                 | „Chill”                           | nieznany                                                |
| 2013                 | „Nienaiwne”                       | Sarsa                                                   |
| 2014                 | „Emma Nuci Organic”               | Katarzyna Nosowska                                      |
| 2014                 | „W serca bicie”                   | –                                                       |
| 2014                 | „Ktoś między nami”                | Agata Borzym, Damian Grabarski (Czeburaszka Production) |
| 2015                 | „Naucz mnie”                      | Olga Czyżykiewicz                                       |
| 2015                 | „Indiana”                         | Alan Kępski                                             |
| 2015                 | „Zapomnij mi”                     | Alan Kępski                                             |
| 2015                 | „Gdy się Chrystus rodzi”          | –                                                       |
| 2016                 | „Feel No Fear”                    | –                                                       |
| 2016                 | „Dzielę”                          | –                                                       |
| 2017                 | „Bronię się”                      | Marcin Starzecki                                        |
| 2017                 | „Volta”                           | Marcin Starzecki                                        |
| 2017                 | „Motyle i ćmy”                    | Adam Romanowski                                         |
| 2018                 | „Pióropusze”                      | Marta Smerecka / Studio Lepiej                          |
| 2018                 | „Zakryj”                          | Marta Smerecka / Studio Lepiej                          |
| 2018                 | „Motyle i ćmy”                    | Vevo Polska                                             |
| 2018                 | „Zakryj”                          | Vevo Polska                                             |
| 2019                 | „Carmen”                          | Marta Smerecka / Studio Lepiej                          |
| 2019                 | „Sentymenty”                      | Sebastian Wełdycz                                       |
| 2019                 | „Tęskno mi”                       | Sebastian Wełdycz                                       |
| 2019                 | „Nienaiwne”                       | Marta Smerecka, Sarsa                                   |
| 2020                 | „#Hot16Challenge2”                | IAmSmera                                                |
| 2021                 | „Przyspieszam”                    | Marcin Roszczyniała                                     |
| 2021                 | „Ze mną tańcz”                    | Kuba Matyka, Kamila Staszczyszyn                        |
| 2021                 | „Ze mną tańcz”                    | Tomek Wilczyński                                        |
| 2021                 | „La la las”                       | Marcin Roszczyniała                                     |
| 2021                 | „Flume”                           | Sarsa                                                   |
| 2021                 | „Ze mną tańcz (Kuba Karaś Remix)” | –                                                       |
| Pozostałe            |                                   |                                                         |
| 2021                 | „Homerecording archiwum”          | Sarsa                                                   |